# Cláudio Francisco Martins Teixeira
Cláudio Francisco Martins Teixeira mais conhecido como Cláudio Martins (15 de setembro de 1948 - Juiz de Fora, 15 de fevereiro de 2018), foi um designer, fotógrafo, escritor e ilustrador brasileiro.

## Biografia
Ilustrou aproximadamente 300 livros em diversas categorias e realizou mil capas de livros de várias editoras nacionais. É autor de 48 livros infantis.  São 48 livros infantis como autor, ilustrador de aproximadamente 300 livros, além de mais de 1.000 capas de livros de várias editoras nacionais.

## Premiações
- 1989-Selecionado para Prêmio Catalunia de Ilustração (Espanha).
- 1990-Participação na Lista de Honra do IBBY – Internacional Board on Books for Young Peoples – Suíça, que a cada dois anos seleciona dentre todos os seus países membros,os melhores ilustradores, tradutores e autores.
- 1990-Prêmio Octogone-Literatura de Transgressão-França.
- 1991-Prêmio Jabuti-Ilustração-Câmara Brasileira do Livro.
- 1992-Prêmio Jabuti Ilustração-Câmara Brasileira do Livro.
- 1992-Prêmio APCA-Associação Paulista de Críticos de Arte.
- 1992-Prêmio Autor Revelação.
- 1992-Prêmio Melhor Livro para Crianças: "Eu e Minha Luneta" Fundação Nacional do Livro Infantil e Juvenil.
- 1993-Prêmio Adolfo Aizem-Ilustração

## Participações
- União Brasileira de Escritores 1994/2004
- Participação em feiras de Livros: Catalunia, Frankfurt, Bolonha, Gotemburgo, Quito e Bratislava.